# Ярославка (Білгород-Дністровський район)
Яросла́вка — село Плахтіївської сільської громади Білгород-Дністровського району Одеської області в Україні. Населення становить 1376 осіб.

## Історія
Село засноване в 1826 році переселенцями з с. Ярославки Чернігівської області.

## Населення
Згідно з переписом УРСР 1989 року чисельність наявного населення села становила 1408 осіб, з яких 638 чоловіків та 770 жінок.
За переписом населення України 2001 року в селі мешкали 1374 особи.

### Мова
Розподіл населення за рідною мовою за даними перепису 2001 року:
| Мова       | Відсоток |
| ---------- | -------- |
| українська | 92,01 %  |
| російська  | 4,65 %   |
| болгарська | 1,60 %   |
| молдовська | 1,38 %   |
| білоруська | 0,22 %   |
| вірменська | 0,07 %   |

## Відомі люди
- Чешенко Лідія Григорівна — Герой Соціалістичної праці, депутат Верховної Ради УРСР 8-10-го скликань.